# سیوندخرابه
سیوند خرابه 
شهر قدیم سیوند تا پیش از حمله محمود افغان که از غرب به امامزاده عقیل سیوند و گورستان قدیم سیونداز شرق به کاروانسرای سیوند در دامنه کوههای سیوند و در کنار رودسیوند واقع شده است. این مکان تا پیش از حمله محمود افغان شهری آباد بوده و در حمله محمود بکلی ویران شده است. این مکان در ۱.۵ کیلومتری شمال شرق سیوند کنونی قرار دارد.این مکان بارها مورد کاوشهای غیر قانونی قرار گرفته و مقدار زیادی از آن نیز توسط اهالی روستای قوام آباد تخریب شده است.

## منبع
- 1-شوارتس، پاول: جغرافیای تاریخی فارس، ترجمه کیکاوس جهانداری،
- 2-مقاله بریتانیکا